# Chiesa Avventista Sabbatica Unita

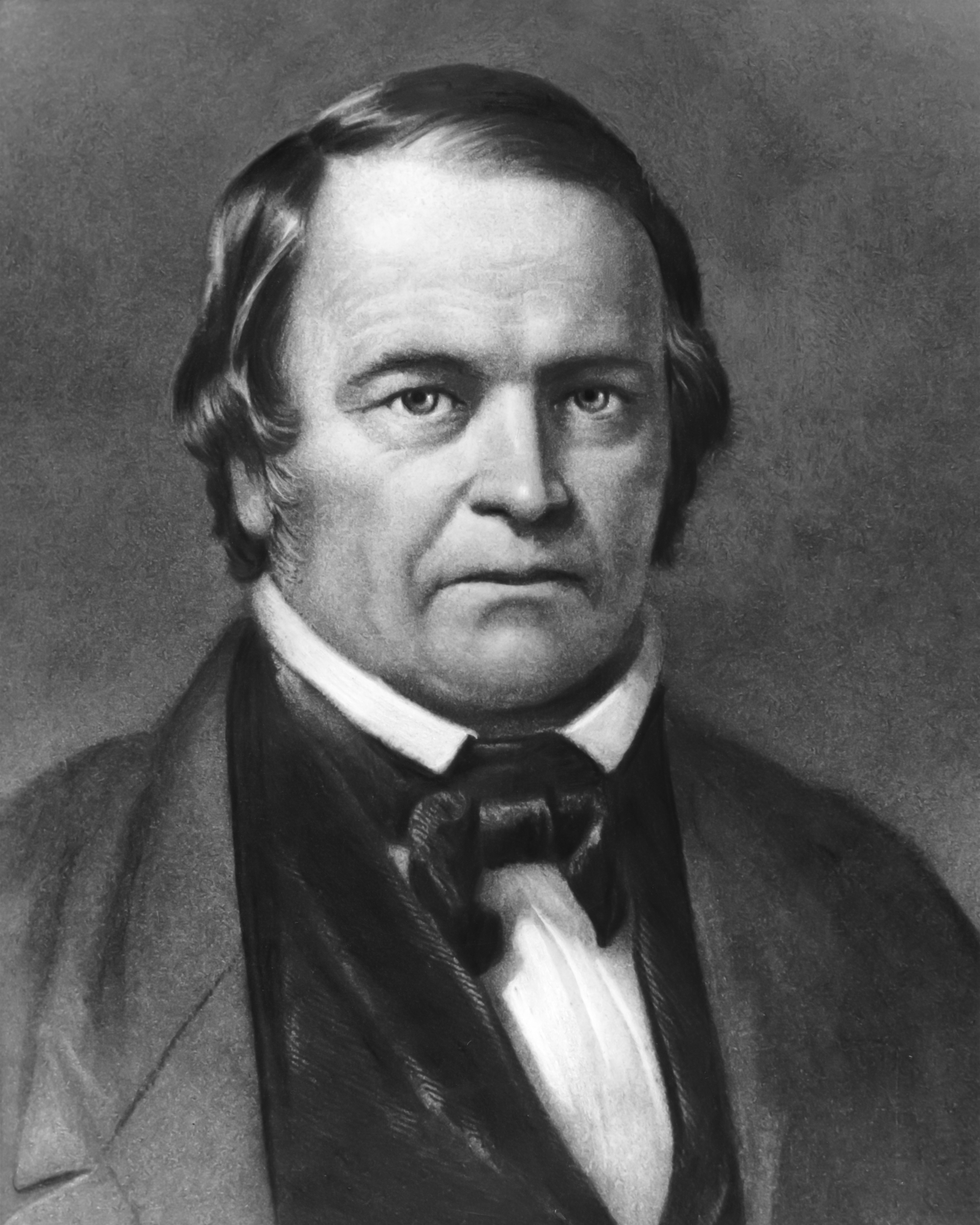
William Miller

La Chiesa Avventista Sabbatica Unita è una piccola denominazione cristiana afroamericana fondata da James K. Humphrey.

## Storia
Si è sviluppata a New York City come scissione dalla Chiesa Avventista del Settimo Giorno nel 1929-1930 a causa delle tensioni razziali tra bianchi e neri. Il suo credo è rimasto simile a quello degli avventisti del settimo giorno. Al suo apice, negli anni '30, il movimento contava 15 congregazioni e piccole "missioni" sparse per gli Stati Uniti e la Giamaica. Nello stesso decennio è iniziato il declino. Nel 2007 è rimasto un piccolo numero di persone in un'unica congregazione a New York.